# Palmball
Der Palmball (dt.: Handflächenwurf) ist eine Wurftechnik eines Pitchers im Baseball. Hierbei wird der Baseball mit Daumen und Ringfinger in die Handfläche (engl.: „palm“) gedrückt, so dass der Ball absichtlich langsamer fliegt.
Grundgedanke beim Palmball ist es, dieselbe Wurfbewegung wie bei einem schnellen Fastball zu haben, aber den Ball absichtlich weniger schnell zu werfen (Changeup), so dass der gegnerische Schlagmann zu früh schwingt. Einer der besten Palmballer war Trevor Hoffmann, langjähriger Werfer bei den San Diego Padres, der mit 601 Saves statistisch einer der besten closing pitcher der Major-League-Historie ist. Sein Palmball war rund 15 km/h langsamer als sein Fastball, aber er konnte ihn so gut tarnen, dass die gegnerischen Schlagmänner regelmäßig darauf reinfielen.